# Habronyx latens
Habronyx latens là một loài tò vò trong họ Ichneumonidae.